# Semussac
Semussac ist eine südwestfranzösische Gemeinde mit 2.532 Einwohnern (Stand: 1. Januar 2022) im Département Charente-Maritime in der Region Nouvelle-Aquitaine (vor 2016: Poitou-Charentes). Sie gehört zum Arrondissement Saintes und zum Kanton Saujon. Die Einwohner werden Semussacais genannt.

## Geographie
Semussac liegt etwa 27 Kilometer von Saintes entfernt in der alten Kulturlandschaft der Saintonge nahe der Gironde-Mündung. Umgeben wird Semussac von den Nachbargemeinden Le Chay im Norden und Nordosten, Corme-Écluse im Nordosten, Grézac im Osten, Cozes im Südosten, Arces im Südosten und Süden, Meschers-sur-Gironde im Südwesten, Saint-Georges-de-Didonne im Westen sowie Médis im Nordwesten.

## Bevölkerungsentwicklung
| Jahr      | 1962 | 1968 | 1975 | 1982 | 1990 | 1999 | 2006 | 2019 |
| Einwohner | 863  | 902  | 933  | 1006 | 1208 | 1417 | 1778 | 2405 |

## Sehenswürdigkeiten
- Kirche Saint-Étienne aus dem 18. Jahrhundert
- Schloss Didonne aus dem 17. Jahrhundert, heute Landwirtschaftsmuseum

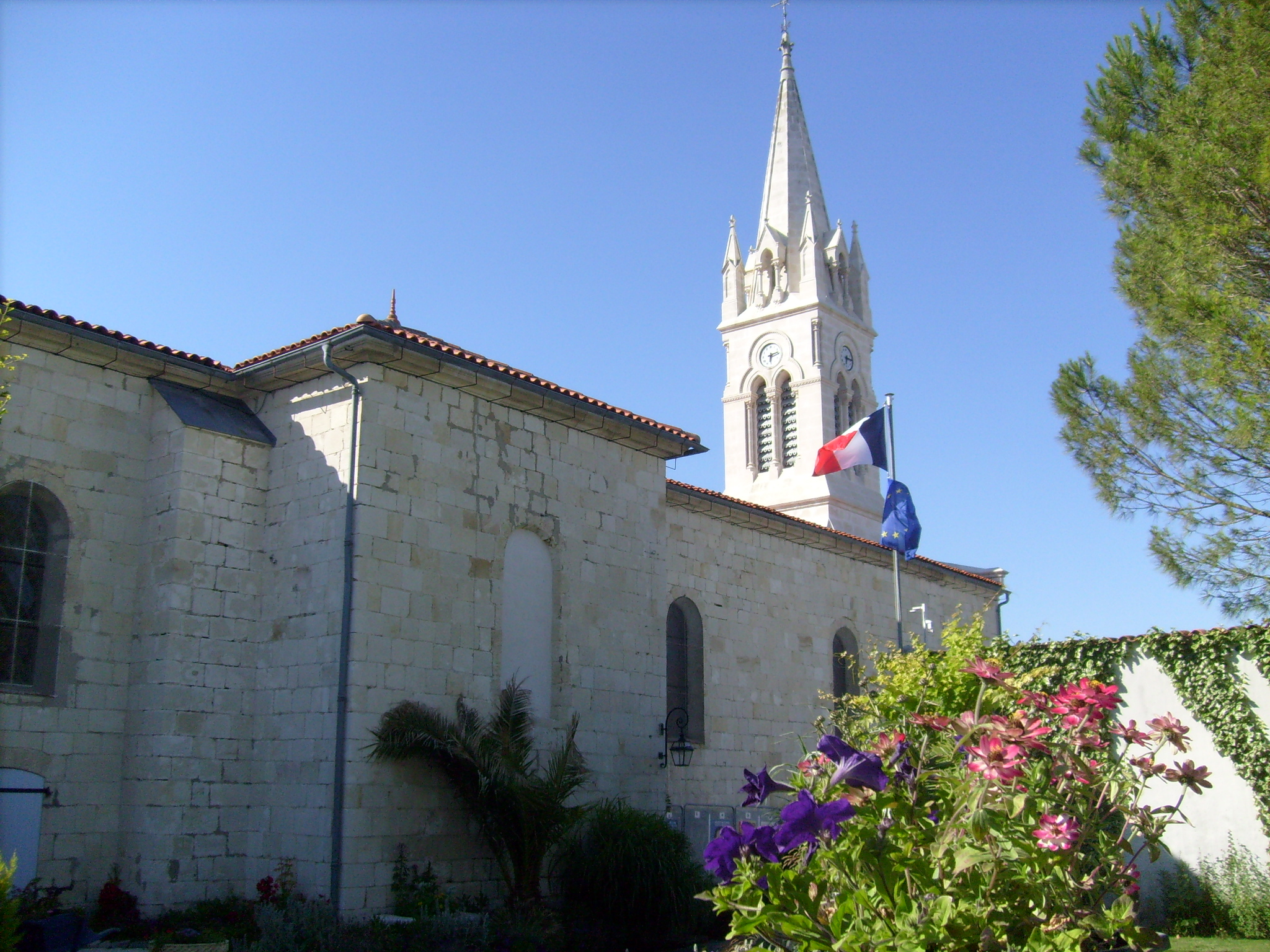
Kirche Saint-Étienne
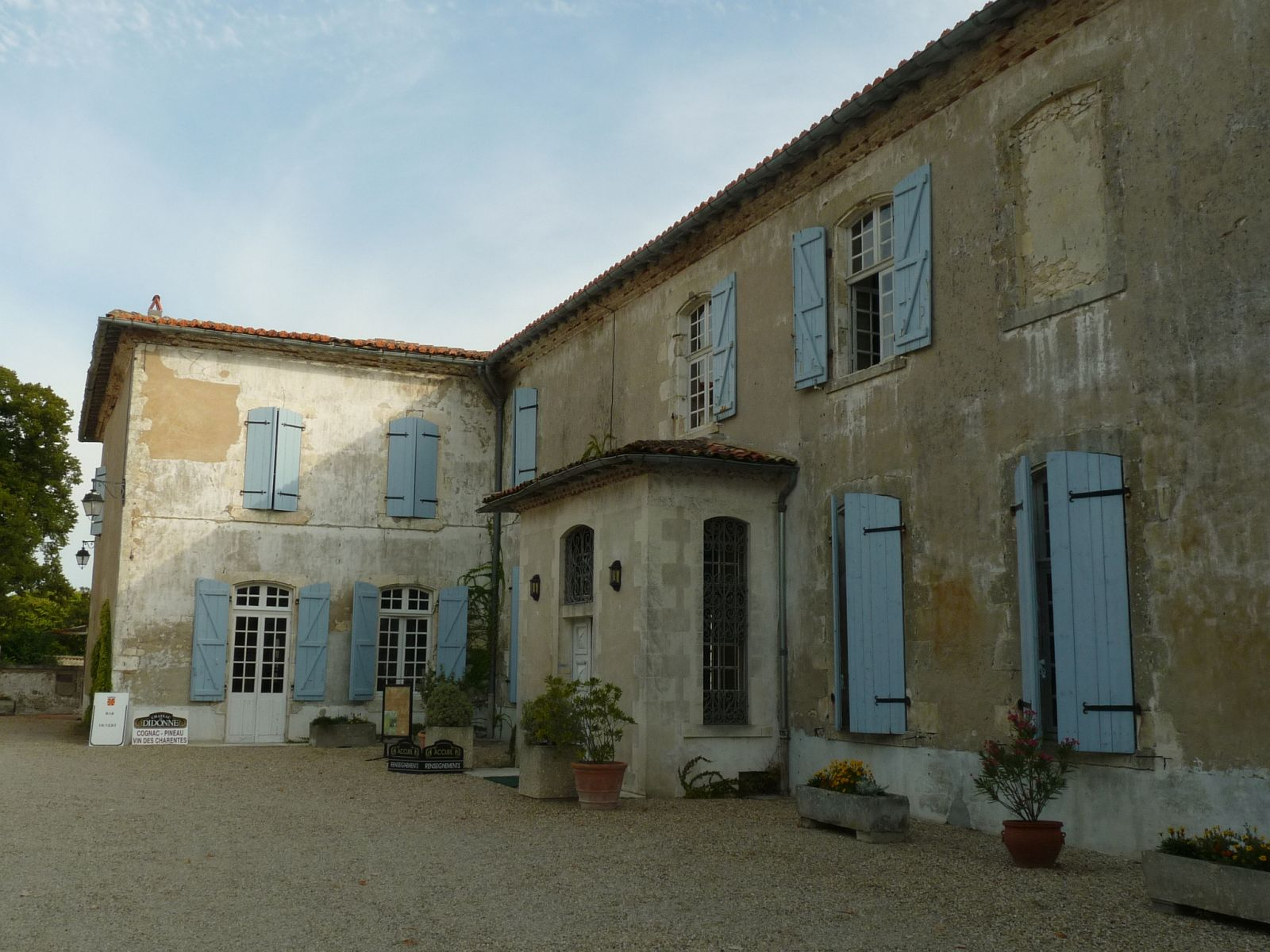
Schloss Didonne